# Соболь Катерина Миколаївна
Катерина Соболь (справжнє ім'я — Катерина Миколаївна Мерзлякова; 23 червня 1988, Москва, РСФСР) — російська письменниця в жанрі молодіжної літератури.

## Біографія
Народилася та живе в Москві. 2009 року закінчила французький факультет Московського лінгвістичного університету за спеціальністю «лінгвіст та викладач французької та німецької мов».

## Діяльність
- 2012 — включена до лонг-листу премії «Дебют» з циклом «Різдвяні історії»[2]
- 2012 — була співавтором сценарію фільму «Волошки для Василиси» («Амедіа» за участю «IKa film»)[3]
- 2014 — включена до шорт-листа конкурсу «Нова дитяча книга» в номінації «Чарівний ліхтар» на найкращий синопсис для мультфільму[4]
- 2015 — твір «Дар вогню» з серії «Дарителі» переміг на конкурсі «Нова дитяча книга» в номінації «Світ фентезі» і отримав нагороду «Вибір Terra Incognita» — підліткового клубу читачів фентезі[5]
- 2016 — твір «Поза зоною доступу», виданий як «Мудрець_05», включений до лонг-листу конкурсу ім. Сергія Міхалкова на найкращий твір для підлітків[6]
- 2016 — дипломат дитячої літературної премії ім. Крапівіна[7]
- 2017 — роман «Дар вогню» включений до номінаційного списку премії «Інтерпрескон» (номінація «Дебютні книги»)[8]

- 2017 — роман «Гра мудреців» отримав премію Ozon Online Awards від сайту Ozon.ru у номінації «Дитяча література»[9]
- 2019 — роман «Серце бурі» переміг у номінації «Дитячо-юнацька фантастика» у списку найкращих книг 2018 року за версією журналу «Світ фантастики»[10]

## Серії книг

### Серія «Дарители»
- Дар огня
- Короли будущего
- Гра мудреців
- Земля забитых
- Серце бури

### Серія «Детектив on-line»

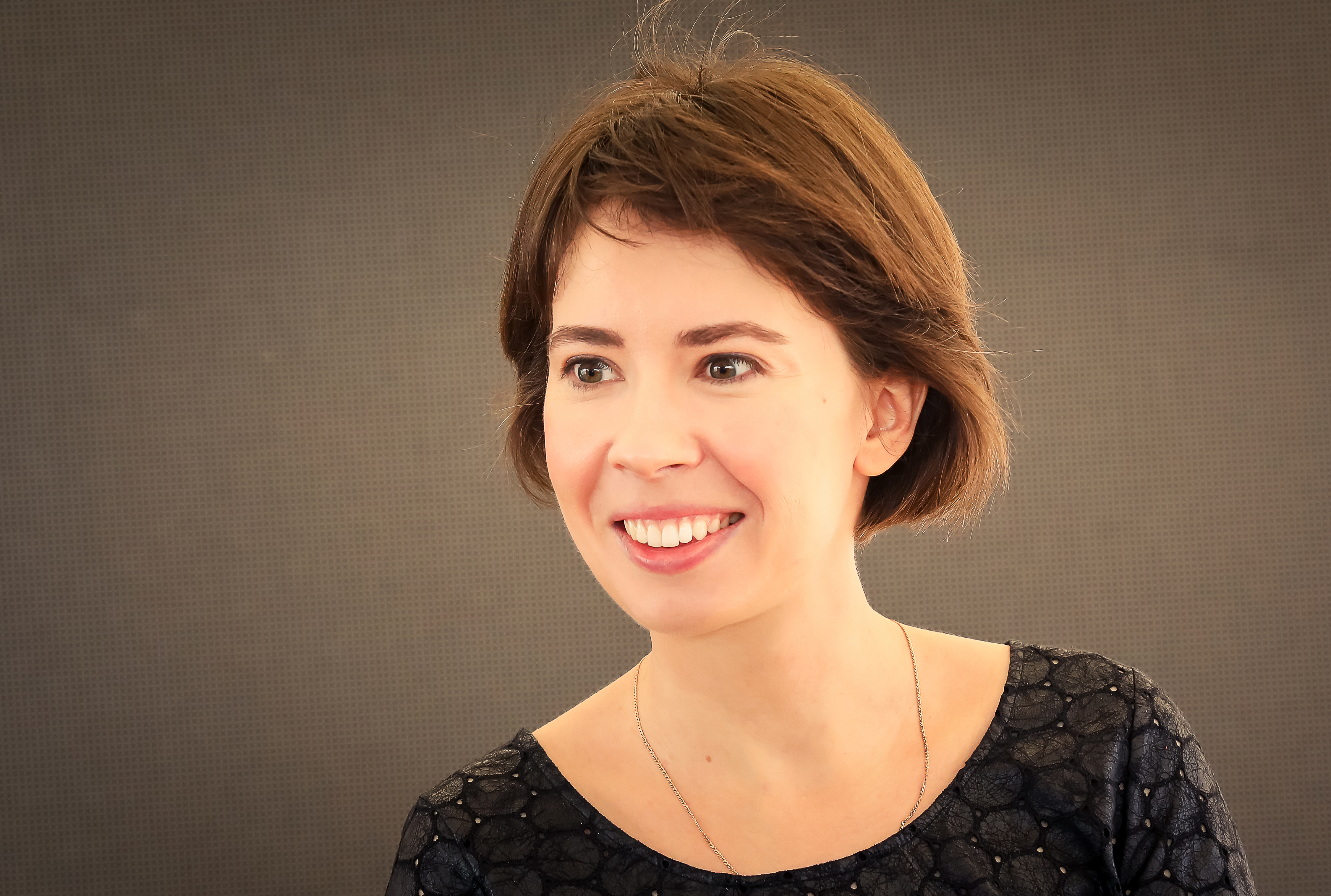
На книжковому фестивалі «Красная площадь»

- Мудрец_05На книжковому фестивалі «Красная площадь»

### Серія «Аніма»
- Золотой стриж
- Серебряный ястреб
- Медная чайка

### Серія «Танамор»
- Опасное наследство

- Призрачный сыщик
- Незримий враг

## Сім'я
- Мати — Віра Миколаївна Биківська, у 1995—2014 — директор бібліотеки МДЛУ[11]